# Довгополе
Довгопо́ле — село в Україні, у Білоберізькій сільській громаді Верховинського району Івано-Франківської області. Населення становить 1455 осіб.

## Назва
Існує безліч версій та легенд походження назви села Довгополе. Але є дві найпоширеніші. Перша легенда розповідає про те, що чоловіки носили сорочки з довгими полами аж до колін (пола — це нижня частина гуцульської сорочки). Друга версія назви походить від великої смуги родючих земель, що лежать вздовж берегів Білого Черемошу.
Івано-Франківська обласна Рада рішенням від 15 липня 1993 року уточнила назву села Довгопілля на Довгополе.

## Географія
Довгополе межує з селами Черемошна, Стебні, Голови, Перехресне Верховинського району та селом Довгопілля Вижницького району Чернівецької області. 
Гірський масив території Довгополя включає такі вершини: Жолоби, Погарь, Кичера, Згар, Голофетова, Будзивки, Дуба. Гірський масив вкритий смерековими лісами, рідше ростуть бук, граб, вільха, явір. Через село протікає річка Білий Черемош з притокою Кохан. 
Серед корисних порід у селі присутні запаси будівельної сировини уламкового походження (пісок, пісковик, гравій, глина),  незначні поклади вапняку та джерело мінеральної води вуглекислого складу. 
Відстань від сільської ради до районного центру Верховина — 27 км; до обласного центру Івано-Франківськ —125 км; до найближчої залізничної станції — 50 км.
Загальна площа Довгопілля становить 1068 га.

## Історія

### Перші поселення та Річ Посполита
Перша письмова згадка про село датується 1500 роком. Довгополе — найперше відоме поселення в басейні річки Білого Черемошу. Однак, як свідчать знахідки, знайдені поблизу русла річки Білий Черемош, перші поселення відносяться до часу бронзового віку.
Територією тогочасного Довгополя були сучасні села Стебні, Полянки, Черемошна (Ферескул) та Яблуниця. В часи, коли село було засноване, Галичина входила до складу Польського королівства. Все населення було на обліку польської адміністрації.

### Опришківський рух
Як і всі гуцули, довгопільці були волелюбними і хоробрими людьми. Вони не хотіли бути рабами польської шляхти і активно брали участь в опришківських походах. Так, в 1698 році довгопільці разом з іншими опришками здійснили напад на місто Косів. 
У 1742 році, перебуваючи в Довгополі, Олекса Довбуш іде з опришками в село Красноїлля, де розправляється з польським багатієм на прізвище Дідушко. Про цю подію повідомляє метрика села Довгополе, датована 1742-1745рр., копія якої знаходилася в історико-краєзнавчому музеї Довгопільської ЗОШ I-III ступенів. 
Смерть Олекси Довбуша не припинила боротьби з шляхтою, його справу продовжив Павло Орфенюк, в загоні якого були і довгопільці. Павло Орфенюк загинув в селі Довгополе у грудні 1745 року в сутичці з польською жандармерією на березі річки. Довгополе було основною стоянкою іншого ватажка опришків Василя Баюрака. Гори були надійною фортецею для оборони, а в разі небезпеки можна було перейти на правий берег річки Білого Черемошу, де вже було Молдавське князівство. 
Історія пам'ятає прізвища Туряків, Бішуків, Дячуків та інших довгопільчан, які знаючи про небезпеку, давали притулок опришкам. Довгопілець Василь Кубай навіть вилікував пораненого опришка, за що отримав від нього червоного золотого. 
Навесні 1750 року на опришків напав каральний загін полковника Пшелуського. Василю Баюраку вдалося втекти, але 40 довгопільчан були затримані і жорстоко покарані за допомогу повстанцям. 
У 1772 році село входить у склад Австрійської імперії після поділу Речі Посполитої. Австрійська влада продовжила кидати військо і жандармів для придушення та ліквідації опришківських загонів. Про перебування у Довгополі опришківського загону Мирона Штоли свідчить співанка, яку і тепер співають старожили. Пам'ять про опришків та їх ватажків живе і передається з покоління в покоління. В Довгополі існує легенда про скарби заховані на горі Куколик. Тут була природна печера, отвір з якої йшов глибоко в землю. За радянського часу довгопільці навіть почали  розкопувати її, але тодішня сільська влада суворо заборонила будь-які розкопки. 

### Набір у військо за Австро-Угорщини
Австрійська влада кидала військо та жандармів не тільки для ліквідації опришківських загонів, але і для набору в цісарську армію. Молодих легінів з Довгополя та й з інших сіл везли зв'язаними на Косівський призовний пункт, а звідти направляли в різні місця Австрійської імперії. Про ці події розповідає пісня, що збереглася в людській пам'яті до наших днів:
|  | Одна туча із Залуча, Друга — з Станіслава. Вже на гори зелененькі Надходить облава. Ховайтеся, легіники, Темними лісами. Бо цісарських шандариків, Післали за вами. |

### Перша світова війна
У 1914 році розпочалася Перша світова війна. Більше тридцяти жителів з Довгополя було забрано на її фронти. Старожили розповідають, що дружини та матері проводжали своїх чоловіків та синів в сусіднє село до Тодосівського горба, оплакуючи їх, немов померлих. Також вони пам'ятають велику дислокацію російських військ на Полянецьких городах. Російська армія робила спроби прокласти вузькоколійку для того, щоб забезпечувати себе свіжими резервами та продуктами харчування. Цей план російській армії не вдалося втілити в життя, тому основний тягар на забезпечення харчуванням ліг на населення Довгополя та сусідніх сіл. Жорстокі бої точилися на полонинах Луковиці, Лудова Баба та Копілаш. 
Тут загинуло багато росіян і українців, які воювали по обидві сторони фронту. Багато непохованих останків знаходили пастухи на полонинах, навіть до наших днів там знаходять зброю та боєприпаси. В Довгополі, на горі Цісарська Кичера та урочищі Згар, й до наших днів збереглися залишки окопів Першої світової війни. 
Чимало довгопільців не повернулися з війни, а хто повертався, то був калікою. Гавучак Михайло повернувся без пальців на ногах, за що одержував досить велику на той час пенсію від австрійської влади, а згодом і польської. Довгопілець Микола Федорович Марфієвич воював у легіоні Українських січових стрільців.

### Гуцульське повстання проти польської окупації
Боротьба за відновлення державності України після розпаду Австро-Угорської імперії не принесла успіху. Землі Західноукраїнської Народної Республіки були окуповані польськими військами. На Білому Черемоші прикордонний «шлагбаум» відділив сусідню Буковину від Західної України, однак волелюбні гуцули продовжували боротьбу за волю. 
В квітні 1920 року почалося гуцульське повстання проти польського гніту в селах Голови та Зелене. До повстанців приєдналися гуцули з інших сіл, зокрема із Довгополя. Духовним лідером повстання став священник з Довгополя Іван Попель. З Довгополя в повстанні брали участь Ф. Освіцінський, О. Жикаляк, М. Дуленчук, П. Марфієвич, М. Гулейчук та інші. Повстанці взяли в облогу селище Жаб'є (Верховину), мали намір напасти на Косів, але знайшовся зрадник, який видав учасників повстання польській владі. Польська влада направила на придушення повстання каральний загін, який заарештував 40 довгопільців, більшість з них кинуто до Коломийської тюрми. До тюрми також кинуто сімдесятиоднорічного священника Івана Попеля. Його було дуже побито, через декілька місяців, від завданих побоїв, священник помер. Про ці події на Гуцульщині писала канадська емігрантська газета.
Про ці страшні події та катування в Коломийській тюрмі довгопільці склали пісню:
|  | Бо 17 квітня усіх нас забрали, А в неділю дуже рано всіх переслухали. А як нас переслухали, били, катували, А чи винен чи не винен – вони не питали. |

### Друга світова війна
У вересні 1939 року в село прийшли радянські війська. Річка Білий Черемош стала кордоном між Радянським Союзом та Румунією. Між радянськими та румунськими військами часто відбувалися сутички. В зв’язку з цим влітку 1940 року жителів села було вивезено в село Обертин Коломийського району. Повернулися довгопільці лише через рік, коли Буковина увійшла до складу УРСР.  У 1940 році відбувся перший призов у радянську армію, були призвані Поп'юк Михайло, Гавучак Олексій, Шекеряк Дмитро. 
У червні 1941 року Німеччина напала на СРСР. Вже через декілька днів від початку війни німці прийшли в село. Вони відразу взяли на облік все населення села, худобу, навели суворий військовий порядок. Молоко, яйця, м'ясо жителі здавали для німецької армії. В 1942 році почався голод. Чоловіки тікали в ліси, так формувалися загони УПА. Німці вивозили селян на примусові роботи у Німеччину. Серед вивезених були Феркаляк Михайло, Михайлюк Микола, Пантелюк Гнат, Шкіряк Михайло; дівчата: Пантелюк Марія, Гулейчук Олена, Мегедин Катерина, Дроняк Катерина. До Німеччини з Довгополя було вивезено близько 40 осіб. А тим часом в селі лютував тиф. Хворих звозили до приміщення колишньої школи, де місцева влада облаштувала щось на зразок госпіталю. Більшість хворих померли. За роки війни загинуло близько 120 осіб. 
Солдатами Червоної армії були такі Довгопільці: Савчук Сава Палійович, який дійшов до Берліна та отримав почесну грамоту від Сталіна за взяття Берліна, Михайлюк Михайло Миколайович — дійшов до Ерфурта, Попюк Михайло Васильович — загинув під Сталінградом, Риптик Микола Петрович — був сапером і загинув під Бранденбургом.
В післявоєнний період багато довгопільців перебувало в лавах УПА, яка продовжувала боротьбу за самостійну Україну. Герої УПА: Гавучак Антон, Пантелюк Федір, Куриндаш Юрій, Михайлюк Микола, Семйон Андрій, Гавучак Анастасія.

### Радянський період
З 1939 року в селі почала керувати радянська влада, вигнавши звідси поляків. На самому початку нічого доброго для населення не було зроблено. Люди, які не підкорялися новій владі, змушені були виїжджати з села або повністю розорювалися. Так було спалено хату Лукітиних, де загинули 7 осіб. З іншої сторони, безчинство та вседозволеність влади породжувала мародерство, беззаконня, страх серед населення. Державні позики ще більше розорювали і так бідні селянські господарства.
В березні 1951 року радянська влада починає в селі створювати колгосп. Добровільно люди не хотіли вступати в колгосп та віддавати своє майно нажите важкою працею. Багатих селян не було, щоб розкуркулити, але були сім'ї Свідків Єгови. То на них і впала «милість» нової влади. Дев'ять сімей Свідків Єгови були вивезені до Сибіру і на їхньому майні створили колгосп. Це сім'ї Семенкових, Федеркових, Григорікових, Прінделиків, Гаврилових, Штефанових, П'ятриків, Балтеджиних. Інваліда Першої світової війни Гавучака Михайла було виселено з власного будинку, у якому було організовано колгоспну контору та сільську раду. Колгосп отримав назву «Зоря комунізму». Першим головою колгоспу був Іван Юрійович Кочерган. У 1953 році до колгоспу приєдналися колгоспники села Полянки, а пізніше колгоспники сіл Стебні, Устерік та Білоберезки. У 1963 році колгосп був перейменований і отримав нову назву: «XXII з'їзду КПРС». Безплатне навчання дало можливість закінчити вищі і середні навчальні заклади багатьом односельчанам, які працювали в різних галузях  сільського господарства. В кінці 50-х років споруджено Народний дім. Керівником стала Галина Михайлівна Плитчук. Художній колектив Народного дому успішно виступав на різних сценах району та області. При Народному домі діє бібліотека. За радянської влади в селах Полянки та Довгополе були побудовані медпункти та дитячий садочок. Село було електрифіковане у 50-60-х роках XX століття.

### Незалежна Україна
12 червня 2020 року, відповідно до Розпорядження Кабінету Міністрів України № 714-р «Про визначення адміністративних центрів та затвердження територій територіальних громад Івано-Франківської області», увійшло до складу Білоберізької сільської громади.
19 липня 2020 року, в результаті адміністративно-територіальної реформи та ліквідації Верховинського району, село увійшло до складу новоутвореного Верховинського району.

## Освіта в Довгополі
Школа в Довгополі — одна найстаріших в окрузі. Була заснована в 1779 році, про що свідчать архівні документи Львівського державного архіву. До 1901 року школа була однокласною, пізніше була реорганізована в двокласну. В 1901 році директором та вчителем був Василь Галевич. В школі вчили польську та українську мови, Божий закон, арифметику. Вчитися було нелегко: якщо не вивчив завдання уроку, то вчитель бив дітей палицею. Учнів, які погано вчилися, виганяли зі школи. Щонеділі приходив священник і вчив Божого закону. У школі вчилося 14-20 дітей. Після закінчення дворічної школи, учням видавали свідоцтво польською мовою. Книги для навчання і дощечки, на яких писали учні, носили в торбинках із дерева. Замість рахівниць діти використовували нанизану на нитку квасолю.
Освітній та культурний вплив на Довгополе робили корифеї того часу: Іван Франко, Леся Українка, Володимир Гнатюк, Іван Труш, Іван Попель; прогресивні вчителі: Василь Кобринський, Василь Галевич, Іван Барановський, Сергій Жовневич та Микола Гулейчук. 
У 1940 році повноцінна школа діє в селі Полянки. Але в Довгополі функціонує початкова школа, єдиним вчителем якої був Микола Мафтейович Гулейчук. У 1959 році школа знову діє в селі Довгополе. Вчителями школи були вихідці з сходу України: Валентина Хист, Олександр Тимофіїв, Ярослав Мельник. У 1982 році при школі заснований історико-краєзнавчий музей-кімната. Засновником музею була вчителька історії Марія Михайлівна Пантелюк. 
В 1998 році в експлуатацію введено новий корпус Довгопільської ЗОШ за рахунок коштів селянської спілки «Україна». В 2000 році школа реорганізована з I-II ступенів в школу I-III ступенів. Вагомий вплив у розвиток Довгопілької школи внесли такі вчителі: Марія Михайлівна Пантелюк, Ганна Юріївна Куриндаш, Оксана Гнатівна Марусяк, Марія Андріївна Стефлюк, Стефанія Іванівна Мороз та інші.

## Церква
Церква в Довгополі заснована в 1779 році. Це була найстаріша церква в басейні річки Білий Черемош. Церква була греко-католицькою, названа на честь архистратига Михаїла. У 1875 році була збудована нова церква. Церкву будували майже 50 років. Будівництво храму давалося дуже важко. Будівля була збудована без жодного цвяха. Будівничі замість цвяхів використовували тиблі (дерев’яні цвяхи). Церква була покрита ґонтою (дерев’яні колені дощечки). Іконостас церкви розписував відомий український художник Іван Труш. Це була найбагатша та найкраща церква на річці Білий Черемош. 
Вагомий вклад в розвиток церкви, релігійного життя громади, вніс відомий священник Іван Йосипович Попель. Службу Божу в Довгополе він прибув правити в 1895 році. Іван Попель був не тільки священником, але й вчителем та порадником для довгопільців, громадсько-політичним діячем. У 1895 році у Довгополі він заснував товариство «Просвіта». На запрошення Івана Попеля в Довгополе приїжджали Іван Франко, Іван Труш, Леся Українка, Марійка Підгірянка. В 1921 році від завданих побоїв польської жандармерії священник помер, похований на місцевому цвинтарі. В 2013 році громадою села Довгополе було встановлено новий пам’ятник на могилі священника. 
У 60-х роках XX століття радянська влада заборонила правити Службу Божу в церкві. Церква використовувалася як складське приміщення. В серпні 1983 року, коли всі селяни були на сінокосі, високо в горах, місцева влада привезла ув’язнених — знищити церкву. Церковні книги та документи, частину іконостасу було перевезено до найближчої церкви в село Черемошна. На початку 60-х років XX століття з ініціативи громади села на фундаменті старої церкви збудовано нову. Священником нової церкви став Назарій Ілліч Павлюк. Біля церкви є дзвіниця та каплиця.

## Населення
Згідно з переписом УРСР 1989 року чисельність наявного населення села становила 587 осіб, з яких 289 чоловіків та 298 жінок.
За переписом населення України 2001 року в селі мешкало 606 осіб.

### Мова
Розподіл населення за рідною мовою за даними перепису 2001 року:
| Мова       | Відсоток |
| ---------- | -------- |
| українська | 99,67 %  |
| російська  | 0,33 %   |

## Відомі особи

### Відвідували
Влітку 1901 року, відпочиваючи в Буркуті, Леся Українка, на запрошення Івана Попеля, приїжджає в Довгополе, з своїм чоловіком Климентом Квіткою. В Довгополі поетеса перебуває 10 днів. Зі спогадів старожилів Леся Українка милується краєвидами Довгополя та записує фольклор. В нашому селі вона записала кілька пісень. 
Неодноразово Довгополе відвідував Іван Якович Франко. Вперше він із своєю дружиною прибув сюди у 1898 році. З розповідей жителя села Андрія Освіцінського, Франко пише оповідання «Гуцульський король». В 1901 році Іван Франко вдруге відвідує Довгополе. В 1909 році письменник знову відвідує наше село. Він зупиняється в сім'ї Пататюків. Внуки Андрія Пататюка передали в історико-краєзнавчий музей Довгопільської ЗОШ канапу, на якій відпочивав письменник. Під стінами старої церкви Іван Труш написав два портрети Франка. 
В 1907 році, на запрошення Попеля, в Довгополе приїжджає прикарпатська поетеса Марійка Підгірянка. 
У 1964 році в наш колгосп приїжджає працювати економістом молодий, але перспективний письменник Степан Пушик. Він з цікавістю вивчає легендарне минуле села. Зібрані матеріали він друкує в районній газеті. Ця газета потрапляє в руки синові Івана Франка — Тарасу. Цього ж року в колишньому будинку Попеля відбувається творча зустріч Тараса Франка та Степана Пушика. Про часи перебування в Довгополі Степан Пушик написав нариси: «Дараби пливуть у легенду», «Карпатське літо».
Також побували в селі письменники Осип Маковей, Михайло Коцюбинський, Гнат Хоткевич, етнограф Володимир Гнатюк, Федір Вовк.

### Народились
В кінці XIX століття на початку XX століття відомою особистістю села був священник Іван Йосипович Попель, який був не тільки священником, а й вчителем та порадником для місцевого населення. Він був також депутатом Галицького Сейму.
В післявоєнний час важливою постаттю є вчитель Микола Мафтейович Гулейчук — перший вчитель виходець з Довгополя. Він більше десяти років був єдиним вчителем початкової школи в Довгополі. 
В середині XX століття важливий вклад в історію села вніс вчитель Ярослав Дмитрович Гавучак, який разом із вчителем історії Марією Михайлівною Пантелюк, збирали спогади старожилів з минулого нашого села. Ярослав Гавучак написав «Історію Гуцульщини». 
Гордістю Довгополя є місцева піснярка Катерина Дмитрівна Мегедин. Вона склала більше 50 пісень, які співала на різних сценах Верховинщини. Після смерті піснярки, вчителями школи вивчається та систематизується її творчість, для подальшого друку поезії.
Відомими вишивальницями села є Ганна Григорівна Марфієвич, Катерина Іванівна Марфієвич, Ганна Федорівна Дроняк, Катерина Дмитрівна Димидюк та багато інших. Роботи майстринь виставляються на різних виставках та фестивалях району.
Відомим боднарем села є Микола Олексійович Бодоряк. Його роботи є майже в кожній оселі довгопільців. Бочки, коновки, маслянки та інші вироби Миколи Бодоряка виставляються на різних виставках та фестивалях району.
- Доктор Лонгин Рожанковський — правник, громадський діяч (москвофіл), посол до Галицького Сейму 4-го, 6-го скликань.[11]